# 꼭짓점 댄스
꼭짓점 댄스는 영화배우 김수로가 선보인 댄스로 여러 명이 피라미드 대열로 서서 흔들기, 걷기, 찍기, 돌기 같은 단순 동작을 반복하는 일종의 군무다. 2006년 대한민국에서 월드컵 공식 댄스로 만들자는 서명 운동이 네티즌들 사이에서 일어났고 이를 계기로 '오 필승코리아' 버전이 따로 나왔다. 병영과 인터넷을 중심으로 춤을 배우는 열기가 일어났으며 월드컵 응원에 이 댄스를 활용하고 있다.

## 춤의 유래
영화배우 김수로는 꼭짓점 댄스에 대해, 1993년 서울예술대학에 입학하여 개발하였고 같은 학번 동기생들을 중심으로 팀을 만들어 춤을 추었으며 당시 학교에서 선풍적인 인기를 끌었다고 밝혔다. 그 후 여러 버전으로 개발하여 교내외 각종 행사에서 선보였고 모두 7가지 종류가 있다고 알려져 있다.
2006년 1월 31일 KBS 상상플러스에 출연하여 같이 출연했던 연예인들과 함께 춤을 선보임으로써 대중적으로 알려졌다. 또 춤을 추면서 “제가 피라미드의 꼭짓점이 되었다”는 김수로의 말에 ‘꼭짓점 댄스’라는 이름이 붙었다.

## 꼭짓점 댄스 추는 법
| # | 제목                                 | 방법 |
| - | ------------------------------------ | --- |
| 1 | 준비동작 (흥돋우기)                  | 다리를 어깨 넓이로 벌리고 시선은 45도 각도로 고정한다. 한 쪽 팔을 들고 흥을 타면서 한 쪽 다리로 바닥을 쿵쿵쿵 찍어 준다.                            |
| 2 | 첫 번째 동작 (전진, 후진, 찍고 찍고) | 노래가 나오면 팔과 다리를 동시에 벌리면서 흥을 타다가 하나, 둘, 셋 앞으로 전진 후 찍고 다시 뒤로 하나, 둘, 셋 후 방향을 튼다. 네 방향으로 반복한다. |
| 3 | 두 번째 동작 (목 반동, 손 뻗어 쭉쭉) | 손가락 방향과 시선을 45도 각도 위로 향하면서 옆으로 쭉 나간다. 목 반동을 약간 준다.                                                                 |
| 4 | 마지막 동작 (강약약약 마름모 스텝)   | 마름모 만들기. 첫 발의 스텝을 강하게 내 딛는다. 팔을 쭉쭉 뻗으면서 시선을 과감하게 처리한다.                                                        |